# Bolt Thrower
Bolt Thrower var ett brittiskt death metal- och grindcoreband från Birmingham, England, bildat 1986. De gav ut sitt första album på Vinyl solutions 1988. Efter detta bytte de skivbolag till Earache Records och blev snart det bäst säljande bandet hos detta bolag. Från slutet av 1990-talet gav skivbolaget Metal Blade Records ut deras skivor.
Bandets namn refererar till ett vapen brädspelet Warhammer Fantasy Battles. En bolt thrower är ett antikt vapen som skjuter tunga pilformade projektiler. Det är också känt som en ballista. Text och grafisk framställning på ett av deras tidiga album var baserat på brädspelet Warhammer 40000, men i övrigt beskriver texterna krig och dess konsekvenser. Den 14 september 2016 meddelade bandet sin upplösning efter trummisen Martin Kearns bortgång ett år tidigare.

## Medlemmar
Senaste medlemmar
- Barry Thomson – gitarr (1986 ⇒ 2016)
- Gavin Ward – basgitarr (1986 ⇒ 1987), gitarr (1987 ⇒ 2016)
- Jo Bench – basgitarr (1987 ⇒ 2016)
- Karl Willetts – sång (1987 ⇒ 1994, 1997 ⇒ 1998, 2004 ⇒ 2016)

Tidigare medlemmar
- Andrew Whale – trummor (1986 ⇒ 1994)
- Alan West – sång (1986 ⇒ 1988)
- Alex Tweedy – basgitarr (1987)
- Alex Thomas – trummor (1997 ⇒ 1999)
- Dave Ingram – sång (1997, 1998 ⇒ 2004)
- Martin Kearns – trummor (1994 ⇒ 1997, 1999 ⇒ 2015; död 2015)

Turnerande medlemmar
- Martin van Drunen – sång (1995 ⇒ 1997)

Bildgalleri

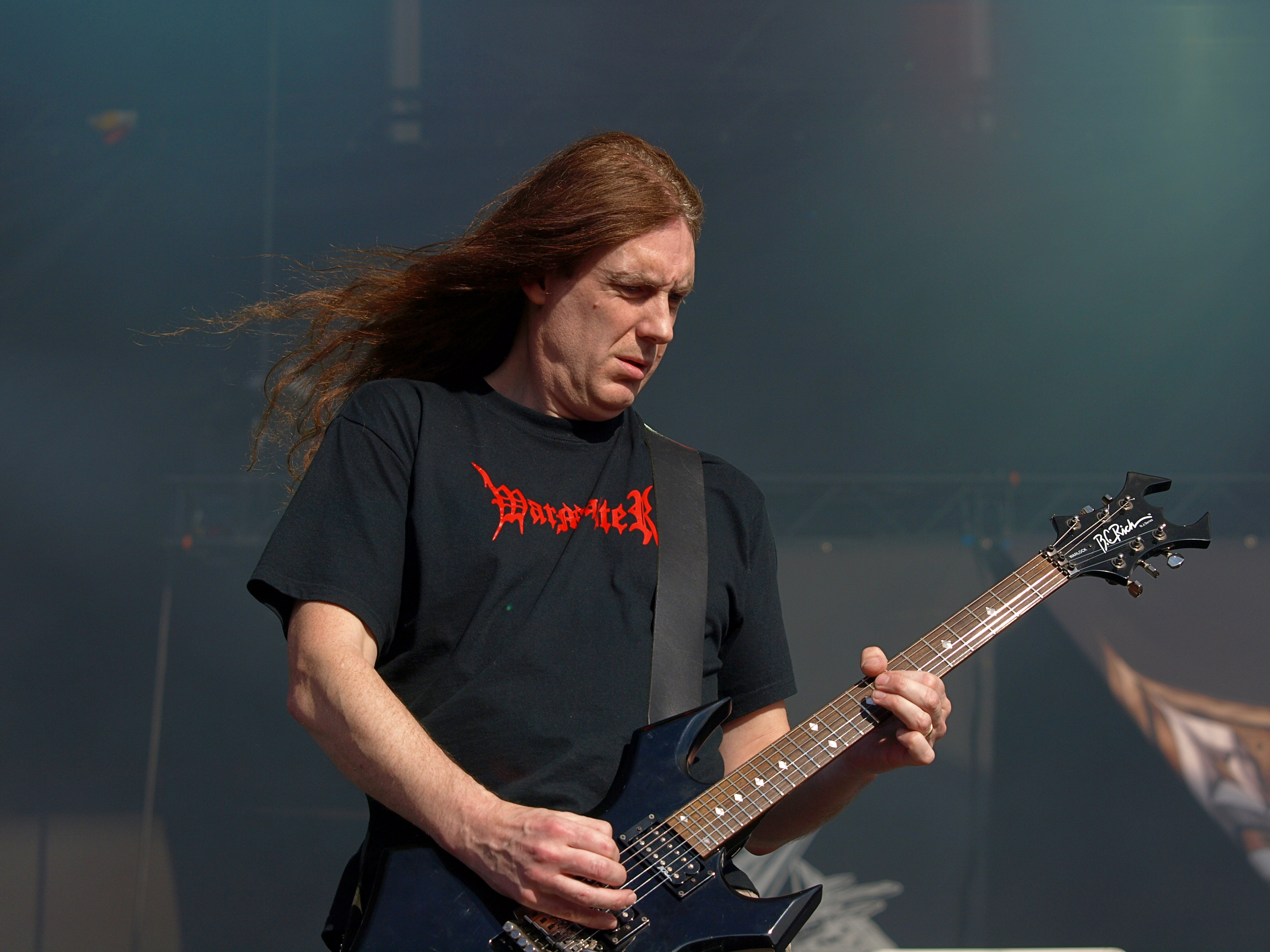
Barry Thomson
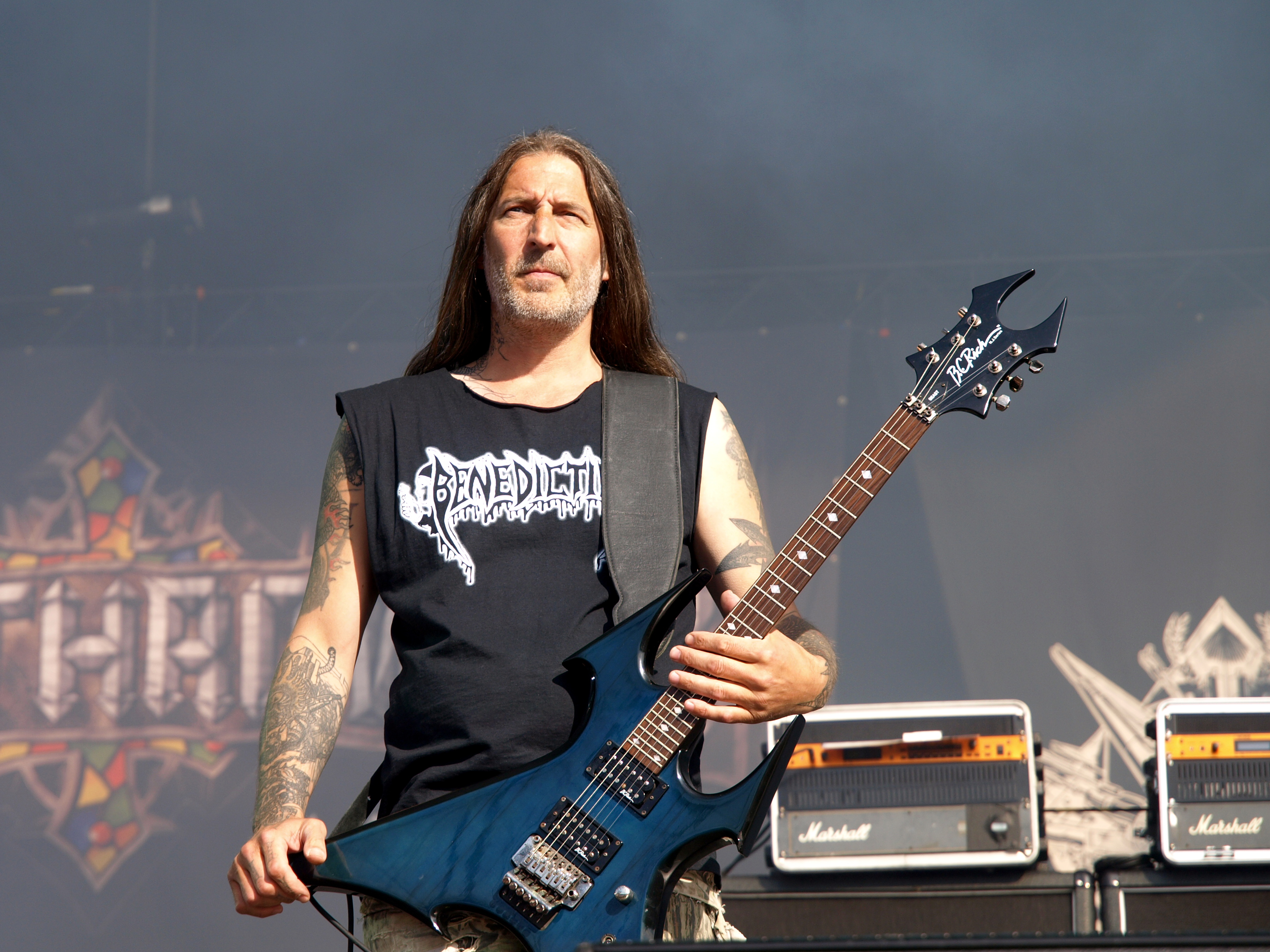
Gavin Ward
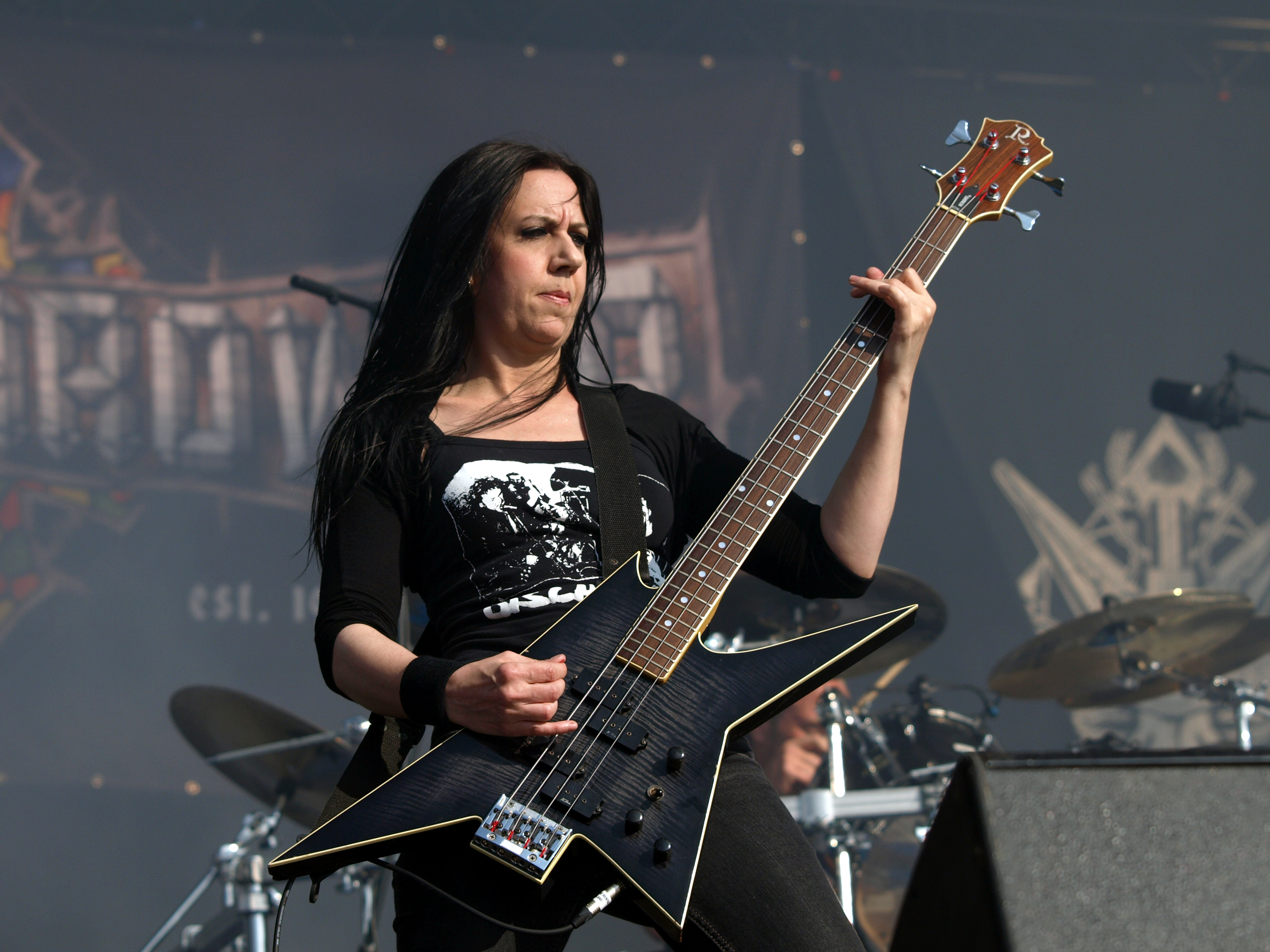
Jo Bench
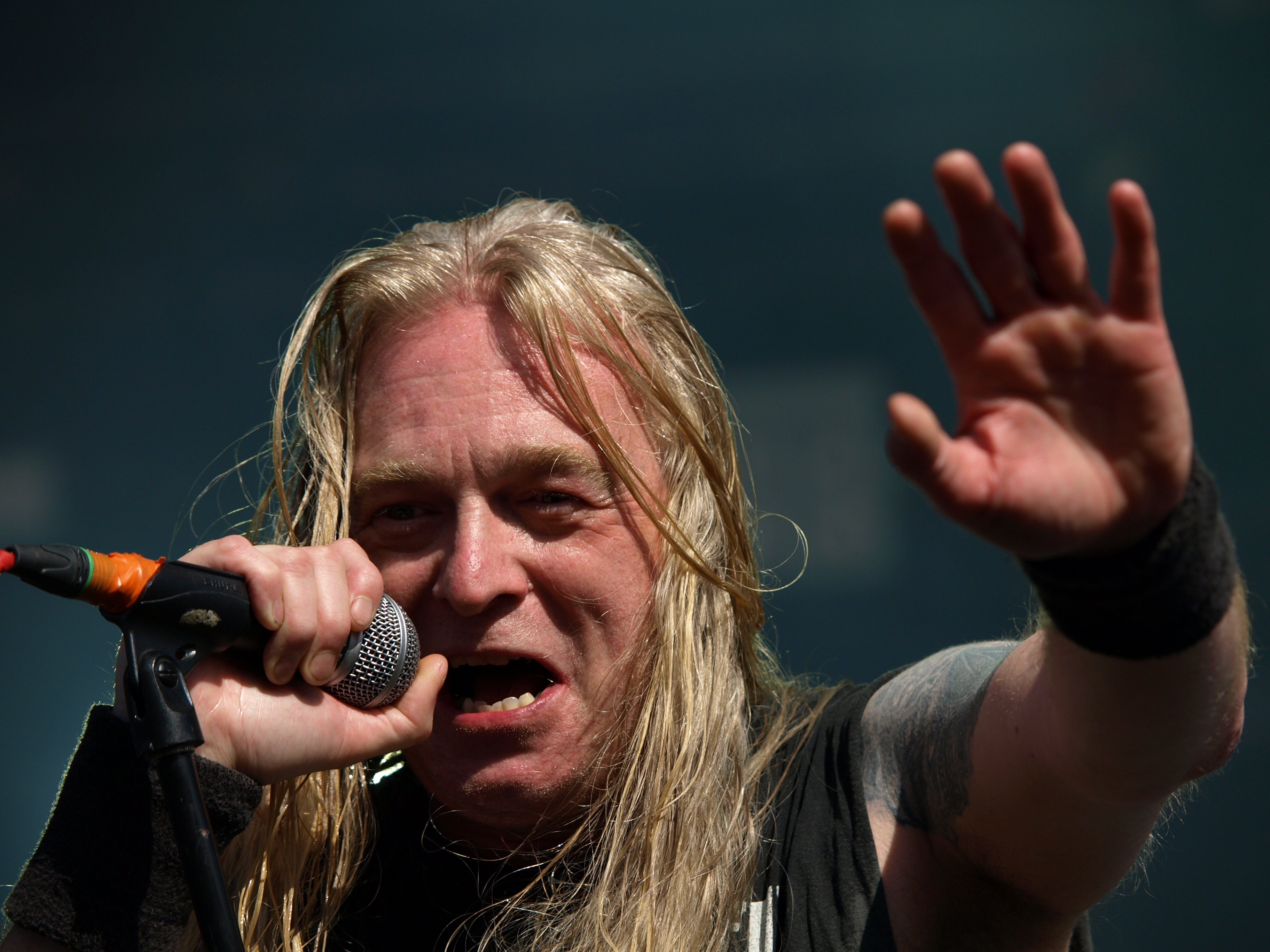
Karl Willetts

## Diskografi
Demoinspelningar
- 1986 – Rehearsal (kassett)
- 1987 – In Battle There Is No Law (kassett)
- 1987 – Concession Of Pain (kassett)
- 1988 – Forgotten Existence (kassett)
- 1988 – Prophets of Hell (kassett)

Studioalbum
- 1988 – In Battle There Is No Law (Vinyl Solution)
- 1989 – Realm of Chaos - Slaves To Darkness (Earache)
- 1991 – War Master (Earache)
- 1992 – The IVth Crusade (Earache)
- 1994 – ...For Victory (Earache)
- 1998 – Mercenary (Metal Blade)
- 2001 – Honour-Valour-Pride (Metal Blade)
- 2005 – Those Once Loyal (Metal Blade)

Livealbum
- 1991 – Live 1991-19-01 Netwerk, Aalst, Belgium
- 2010 – Live War (inspelat 1992)

EP
- 1987 – In Battle There Is No Law[1]
- 1987 – Concession of Pain[1]
- 1988 – Prophets of Hell[1]
- 1988 – The Peel Sessions (Strange Fruit)[2]
- 1991 – Cenotaph (Earache)[2]
- 1992 – Spearhead (Earache)[2]

Samlingsalbum
- 1991 – The Peel Sessions 1988-90 (Strange Fruit)
- 1998 – Who Dares Wins (Earache)
- 2014 – Eternal War (Earache, 4 x 12" vinyl box)
- 2016 – The Best of Bolt Thrower
- 2018 – Spearhead / Cenotaph

Videor
- "Cenotaph" (1991)
- "The IVth Crusade" (1992)
- "Inside the Wire" (2000)

Annat
- 1989 – Polka Slam / Crisis Point (delad 7" vinyl: Bolt Thrower / Instigators / Culture Shock / H.D.Q)